# Гурський Іван Григорович
Іван Григорович Гурський (нар. 1914, село Глушки, тепер Білоцерківського району Київської області — 17 серпня 1983, місто Дрогобич Львівської області) — український радянський журналіст, редактор дрогобицької міськрайонної газети.

## Біографія
Народився у бідній селянській родині. Трудову діяльність розпочав у 1933 році в селі Саливонки Гребінківського району Київської області, де працював у радгоспі слюсарем і токарем по металу. З 1935 року був літературним працівником багатотиражної політвідділівської газети Саливонківського радгоспу.
Член ВКП(б) з 1939 року.
З 1939 року — на комсомольській роботі: завідувач відділу пропаганди і агітації Гребінківського районного комітету ЛКСМУ Київської області.
У 1940—1941 роках — секретар Коропецького районного комітету ЛКСМУ Тернопільської області. У 1941 році — завідувач відділу листів і масової роботи Тарнопільської обласної газети на польській мові «Prawda Bolshewicka».
Під час німецько-радянської війни, з 1941 по 1944 рік працював у Краснодарському краї РРФСР відповідальним секретарем районної газети «Колхозный клич», наладником токарних верстатів військового заводу «Красное знамя» у Дагестанській АРСР, завідувачем сільськогосподарського відділу редакції міськрайонної газети «Коломенский рабочий» міста Коломни Московської області.
У 1944—1959 роках — літературний працівник, завідувач відділу партійного життя, завідувач відділу пропаганди, відповідальний секретар Дрогобицької обласної газети «Радянське слово». Закінчив Вищу партійну школу при ЦК КП(б)У.
У 1959—1962 роках — відповідальний редактор Дрогобицької міської газети «Радянське слово».
У 1962—1963 роках — відповідальний редактор міжрайонної газети «Колгоспник Дрогобиччини».
У 1963—1975 роках — відповідальний редактор Дрогобицької міськрайонної газети «Радянське слово».
З 1975 року — персональний пенсіонер у місті Дрогобичі.
У 1975—1983 роках — редактор багатотиражної газети «Радянський педагог» Дрогобицького педагогічного інституту імені Івана Франка.

## Нагороди
- орден Трудового Червоного Прапора (10.09.1966)
- медалі